# آق‌قلعه (مراوه‌تپه)
آق‌قلعه، روستایی از توابع دهستان قازانقایه بخش مرکزی شهرستان مراوه‌تپه در استان گلستان ایران است.

## جمعیت
این روستا در دهستان مراوه‌تپه قرار دارد و براساس سرشماری مرکز آمار ایران در سال ۱۳۹۵، جمعیت آن ۹۷۵ نفر (۹۳خانوار) بوده‌است.